# Cléville (Seine-Maritime)
Pour les articles homonymes, voir Cléville.
Cléville est une commune française située dans le département de la Seine-Maritime en région Normandie.

## Géographie

### Description

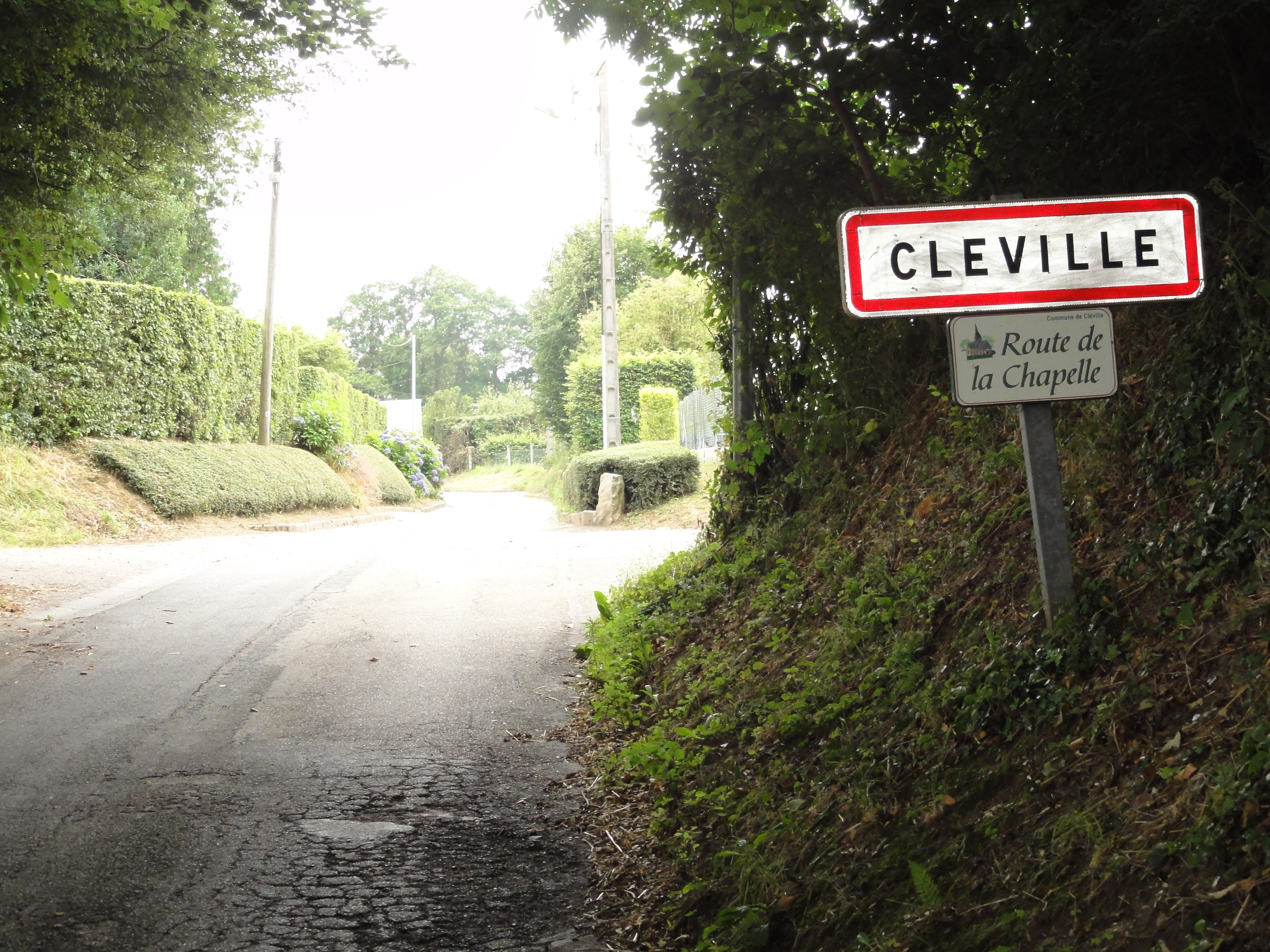
Entrée de Cléville, route de la Chapelle.
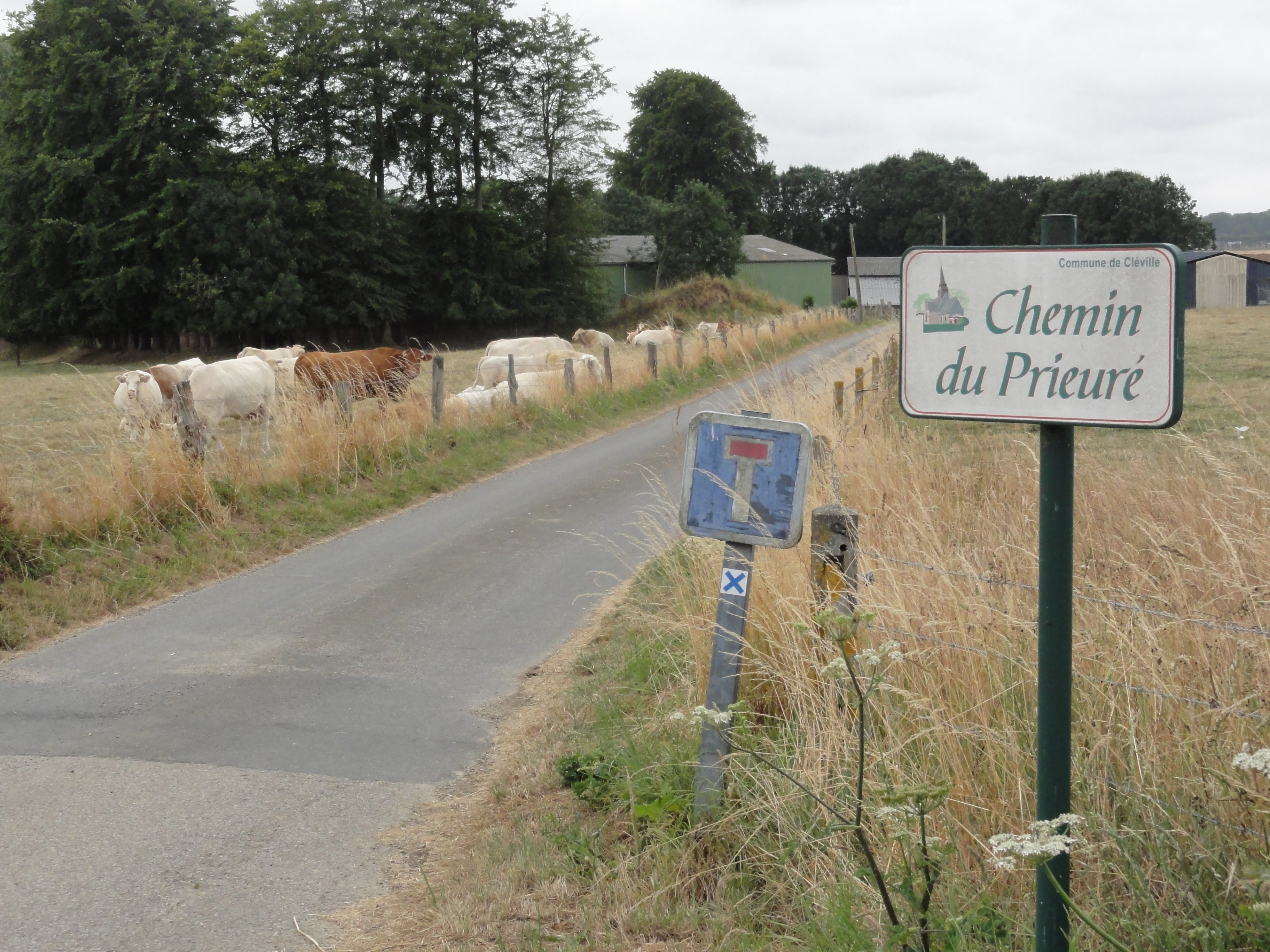
Chemin du Prieuré.

### Communes limitrophes
|         | Terres-de-Caux |                        |
| Foucart | Cléville       | Écretteville-lès-Baons |
|         | Alvimare       |                        |

### Hydrographie
La commune est située dans le bassin Seine-Normandie. Elle n'est drainée par aucun cours d'eau,.

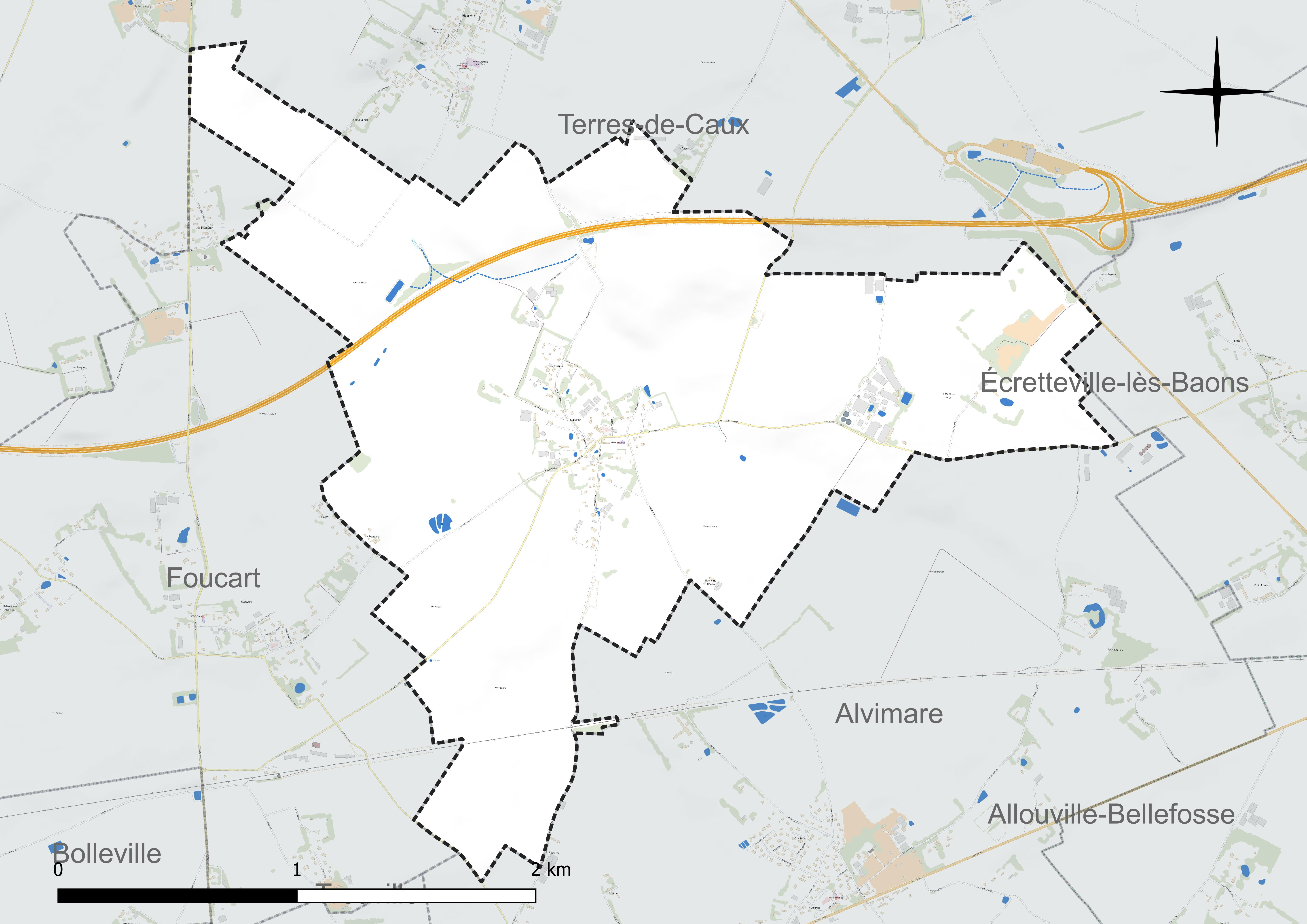
Réseau hydrographique de Cléville.

### Climat
Pour des articles plus généraux, voir Climat de la Normandie et Climat de la Seine-Maritime.
En 2010, le climat de la commune est de type climat océanique franc, selon une étude du CNRS s'appuyant sur une série de données couvrant la période 1971-2000. En 2020, Météo-France publie une typologie des climats de la France métropolitaine dans laquelle la commune est exposée à un climat océanique et est dans la région climatique Côtes de la Manche orientale, caractérisée par un faible ensoleillement (1 550 h/an) ; forte humidité de l’air (plus de 20 h/jour avec humidité relative > 80 % en hiver), vents forts fréquents. Parallèlement le GIEC normand, un groupe régional d’experts sur le climat, différencie quant à lui, dans une étude de 2020, trois grands types de climats pour la région Normandie, nuancés à une échelle plus fine par les facteurs géographiques locaux. La commune est, selon ce zonage, exposée à un « climat maritime », correspondant au Pays de Caux, frais, humide et pluvieux, légèrement plus frais que dans le Cotentin.
Pour la période 1971-2000, la température annuelle moyenne est de 10,2 °C, avec une amplitude thermique annuelle de 13 °C. Le cumul annuel moyen de précipitations est de 984 mm, avec 13,8 jours de précipitations en janvier et 9 jours en juillet. Pour la période 1991-2020, la température moyenne annuelle observée sur la station météorologique la plus proche, située sur la commune d'Ectot-lès-Baons à 14 km à vol d'oiseau, est de 10,8 °C et le cumul annuel moyen de précipitations est de 905,5 mm,. Pour l'avenir, les paramètres climatiques de la commune estimés pour 2050 selon différents scénarios d'émission de gaz à effet de serre sont consultables sur un site dédié publié par Météo-France en novembre 2022.

## Urbanisme

### Typologie
Au 1er janvier 2024, Cléville est catégorisée commune rurale à habitat dispersé, selon la nouvelle grille communale de densité à sept niveaux définie par l'Insee en 2022.
Elle est située hors unité urbaine et hors attraction des villes,.

### Occupation des sols
L'occupation des sols de la commune, telle qu'elle ressort de la base de données européenne d’occupation biophysique des sols Corine Land Cover (CLC), est marquée par l'importance des territoires agricoles (91,7 % en 2018), en diminution par rapport à 1990 (100 %). La répartition détaillée en 2018 est la suivante : 
terres arables (91,2 %), zones urbanisées (8,3 %), zones agricoles hétérogènes (0,3 %), prairies (0,1 %). L'évolution de l’occupation des sols de la commune et de ses infrastructures peut être observée sur les différentes représentations cartographiques du territoire : la carte de Cassini (XVIIIe siècle), la carte d'état-major (1820-1866) et les cartes ou photos aériennes de l'IGN pour la période actuelle (1950 à aujourd'hui).

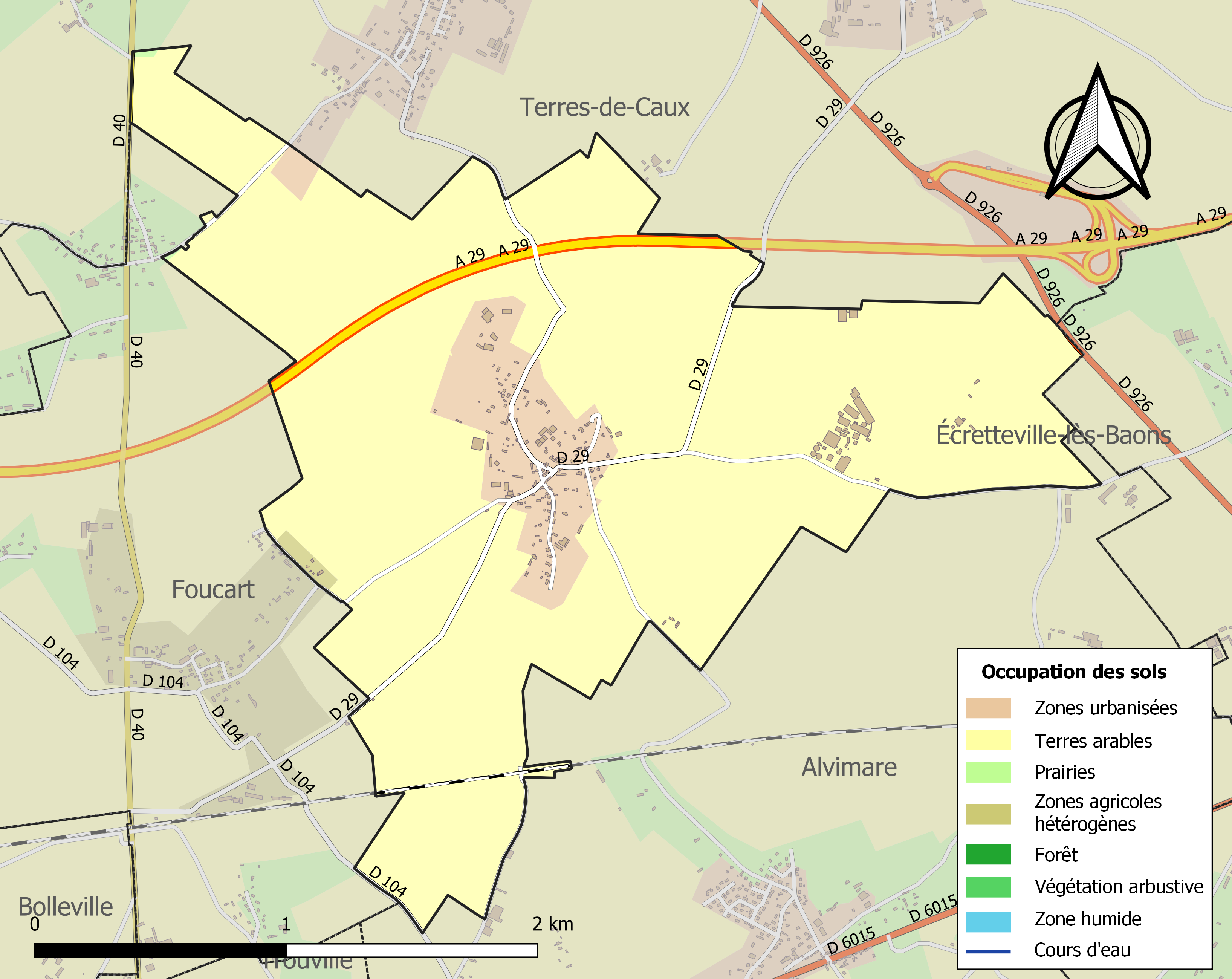
Carte des infrastructures et de l'occupation des sols de la commune en 2018 (CLC).

## Toponymie
Le nom de la localité est attesté sous les formes Clivilla entre 1121 et 1131, Parr. sancti Benedicti de Clivilla en 1247 (Archives départementales de la Seine-Maritime, 12 H), Ecc. de Clivilla en 1312 (Arch. S.-M. 12 H), Saint Benest de Cleville en 1523, Saint Benoist de Cleville en 1713 (Arch. S.-M. G 4, 737), Cleville en 1715 (Frémont), Cleville en Caux en 1757 (Cassini).
Il peut être issu d'un anthroponyme norrois tel que Kleppr ou Klyppr ou du substantif scandinave klif, « falaise » ou « butte ».
 
Le second élément est l'ancien français ville/vile, dans son sens originel de « domaine rural » issu du latin villa rustica.[réf. nécessaire]

## Histoire
Un sire de Cléville fut compagnon du Conquérant et participa à la bataille de Hastings, en 1066.
Le patronage de l'église fut donné à la fin du XIe siècle, à l'abbaye de Saint-Étienne-de-Caen, par Guillaume Bonne-Âme, archevêque de Rouen. L'abbé de Caen devint aussi seigneur de Cléville, avec droit de haute justice et il fonda un prieuré dont on trouve encore quelques vestiges. La donation fut confirmée par Henri II Plantagenêt.
En 1738, il y avait 52 « feux » à Cléville (foyers d'habitation).
À la Révolution, le curé Miette, prêtre réfractaire longtemps resté dans son presbytère, soutenu par le maire Lemelle, finit par être arrêté et emprisonné à Yvetot, avant de pouvoir s'exiler en Angleterre.

## Politique et administration

### Fusion de communes
En 2018, la commune a tenté sans succès d'intégrer la commune nouvelle de Terres-de-Caux.

### Liste des maires
| Période                                  | Période                    | Identité           | Étiquette | Qualité     |
| ---------------------------------------- | -------------------------- | ------------------ | --------- | ----------- |
| Les données manquantes sont à compléter. |                            |                    |           |             |
| 1844                                     |                            | Saint-Léger        |           |             |
| 1936                                     |                            | Dupuis             |           |             |
|                                          | avant 1959                 | Marie Henri Tassel |           | Cultivateur |
| avant 1988                               |                            | Pierre Deschamps   |           | Cultivateur |
| Les données manquantes sont à compléter. |                            |                    |           |             |
| mars 2001                                | mai 2020                   | Yves Fercoq        |           |             |
| juillet 2020                             | En cours (au 10 août 2020) | Didier Duboc       |           |             |

## Population et société

### Démographie
L'évolution du nombre d'habitants est connue à travers les recensements de la population effectués dans la commune depuis 1793. Pour les communes de moins de 10 000 habitants, une enquête de recensement portant sur toute la population est réalisée tous les cinq ans, les populations de référence des années intermédiaires étant quant à elles estimées par interpolation ou extrapolation. Pour la commune, le premier recensement exhaustif entrant dans le cadre du nouveau dispositif a été réalisé en 2006.

En 2022, la commune comptait 139 habitants, en évolution de −13,12 % par rapport à 2016 (Seine-Maritime : +0,35 %, France hors Mayotte : +2,11 %).
| 1793 | 1800 | 1806 | 1821 | 1831 | 1836 | 1841 | 1846 | 1851 |
| ---- | ---- | ---- | ---- | ---- | ---- | ---- | ---- | ---- |
| 405  | 385  | 394  | 374  | 384  | 426  | 446  | 398  | 380  |

| 1856 | 1861 | 1866 | 1872 | 1876 | 1881 | 1886 | 1891 | 1896 |
| ---- | ---- | ---- | ---- | ---- | ---- | ---- | ---- | ---- |
| 388  | 352  | 366  | 392  | 400  | 304  | 281  | 279  | 229  |

| 1901 | 1906 | 1911 | 1921 | 1926 | 1931 | 1936 | 1946 | 1954 |
| ---- | ---- | ---- | ---- | ---- | ---- | ---- | ---- | ---- |
| 228  | 234  | 220  | 186  | 208  | 201  | 203  | 234  | 200  |

| 1962 | 1968 | 1975 | 1982 | 1990 | 1999 | 2006 | 2011 | 2016 |
| ---- | ---- | ---- | ---- | ---- | ---- | ---- | ---- | ---- |
| 171  | 141  | 152  | 156  | 164  | 169  | 162  | 163  | 160  |

| 2021 | 2022 | - | - | - | - | - | - | - |
| ---- | ---- | - | - | - | - | - | - | - |
| 144  | 139  | - | - | - | - | - | - | - |

### Enseignement

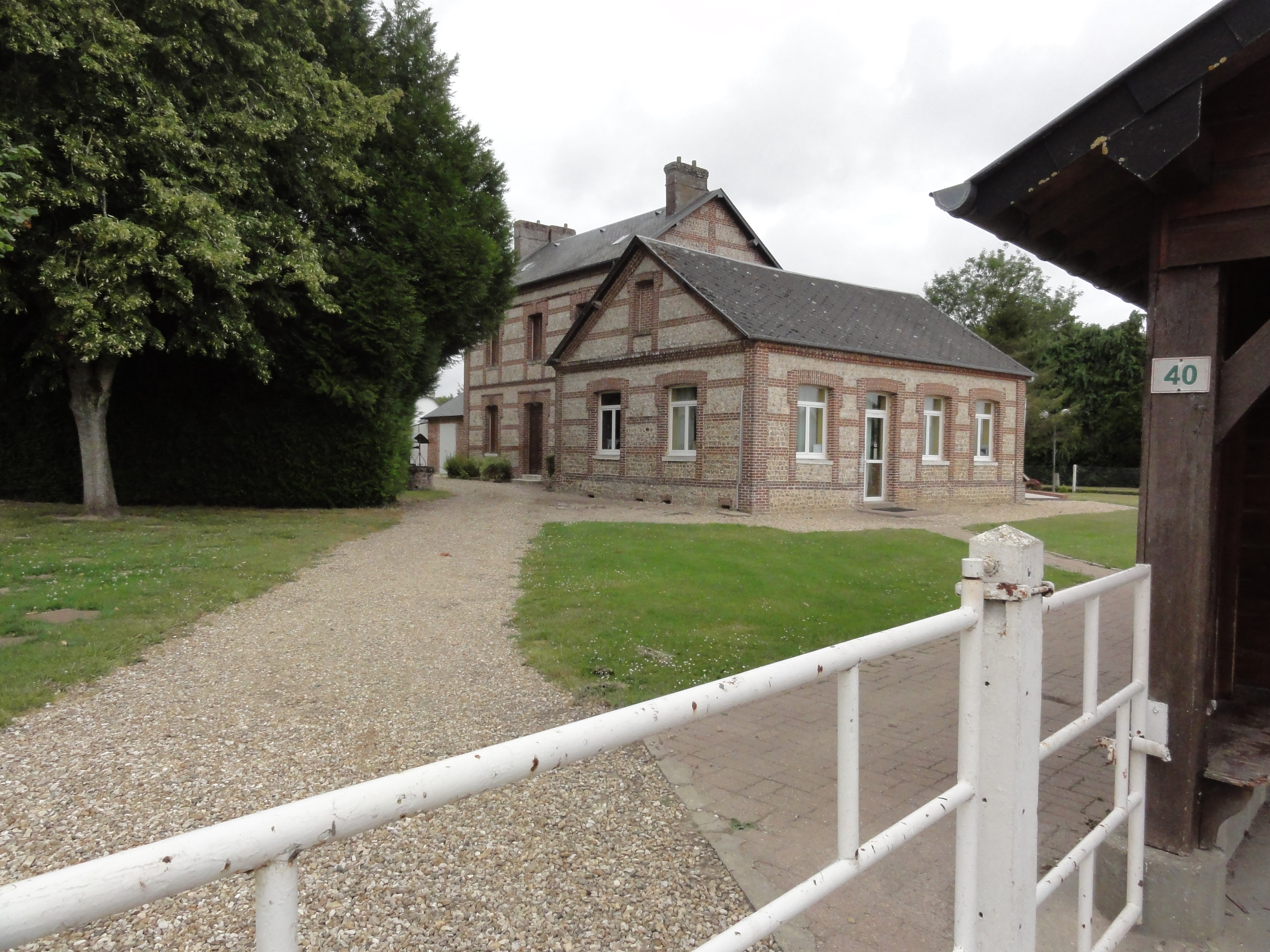
L'école.
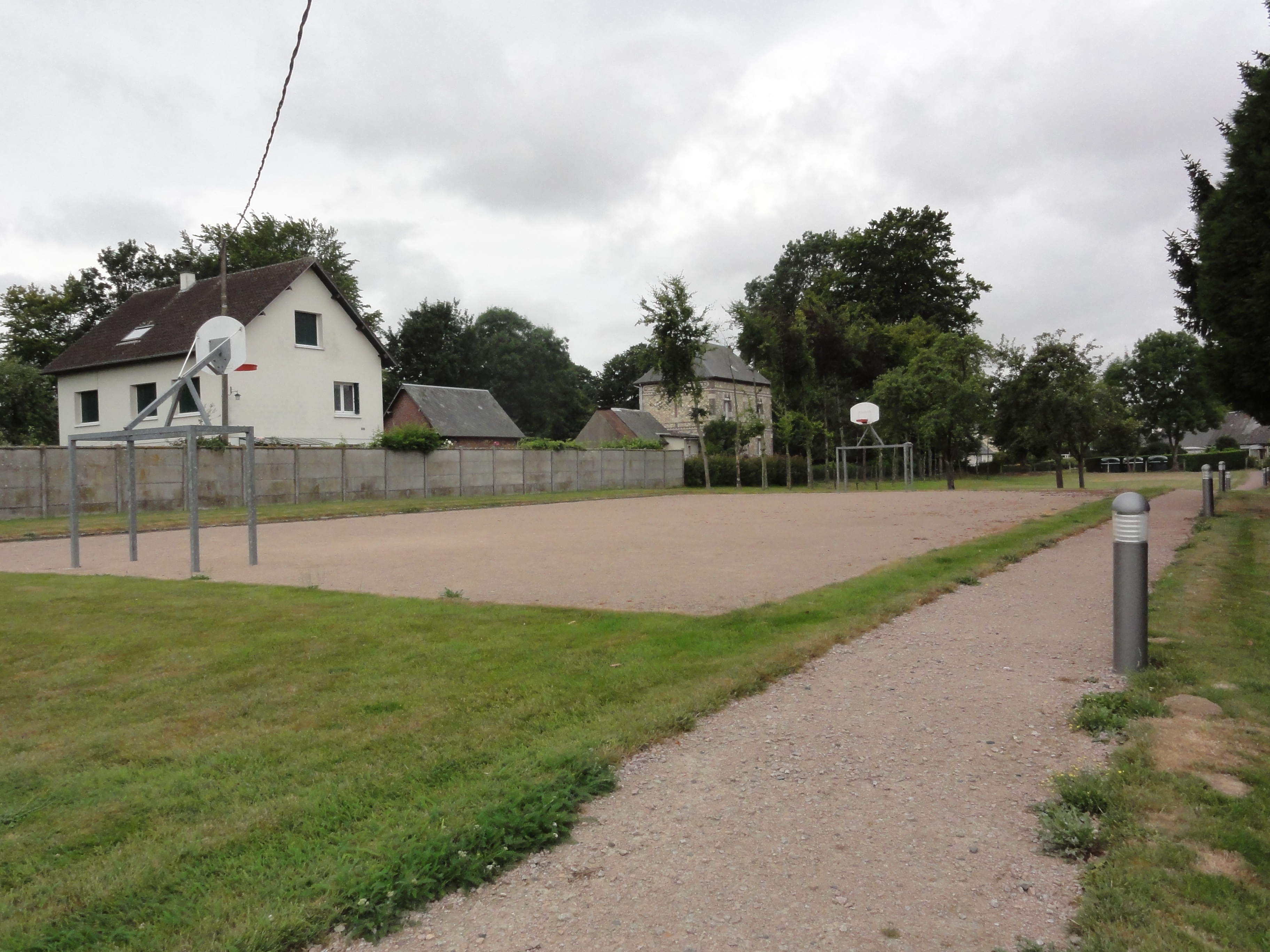
Le terrain de jeux près de l'école.

## Culture locale et patrimoine

### Lieux et monuments
- L'église Saint-Benoît est la seule église paroissiale du département à être dédiée à saint Benoît.

La construction primitive de la nef est romane (on voit toujours les modillons). Le gros œuvre de la muraille a été repris en 1713 et les fenêtres en brique sont de 1726. La voûte du berceau de la nef a été consolidée en 1900. Le pignon Ouest, reconstruit en 1783, a été restauré récemment. Le chœur primitif du XIIIe siècle, a été remanié au XVIIe siècle.
L'importante chapelle latérale sud, de la fin du XVe siècle, était la chapelle des confréries. On peut y admirer une belle clé de voûte du XVIe siècle.
Les vitraux récents, dessinés par Georges Mirianon et réalisés par François Lorin, maître-verrier de Chartres, sont dédiés notamment à saint Benoît, à sainte Scholastique, à sainte Austreberthe et à saint Wandrille. On les doit à la générosité de l'abbé Métayer, en 1936. Seuls, des vitraux de la chapelle latérale, sont anciens (XVIe siècle). Quelques statues anciennes.
La particularité de l'église est d'avoir un mobilier du style de l'école d'art sacré de Beuron (abbaye bénédictine du Haut Danube). On doit ce mobilier à la générosité de l'abbé Bettencourt, frère du futur ministre, curé de Cléville dans les années 1940.
Il faut enfin signaler une fresque moderne de Georges Mirianon représentant L'Ascension (1947) et le vitrail multicolore de l'oculus (œil-de-bœuf) du pignon Ouest, œuvre d'un jeune Clévillais, Paul Couture, en 2007.
- La croix de cimetière est une croix hosannière avec base en pierre du XVIe siècle et socle de 1895.
- Le monument aux morts.
- Le manoir du XVIe siècle dont l'étage est à pans de bois, a une architecture inhabituelle en pays de Caux. C'était le logis abbatial de l'abbé de Caen, lorsqu'il venait à Cléville.

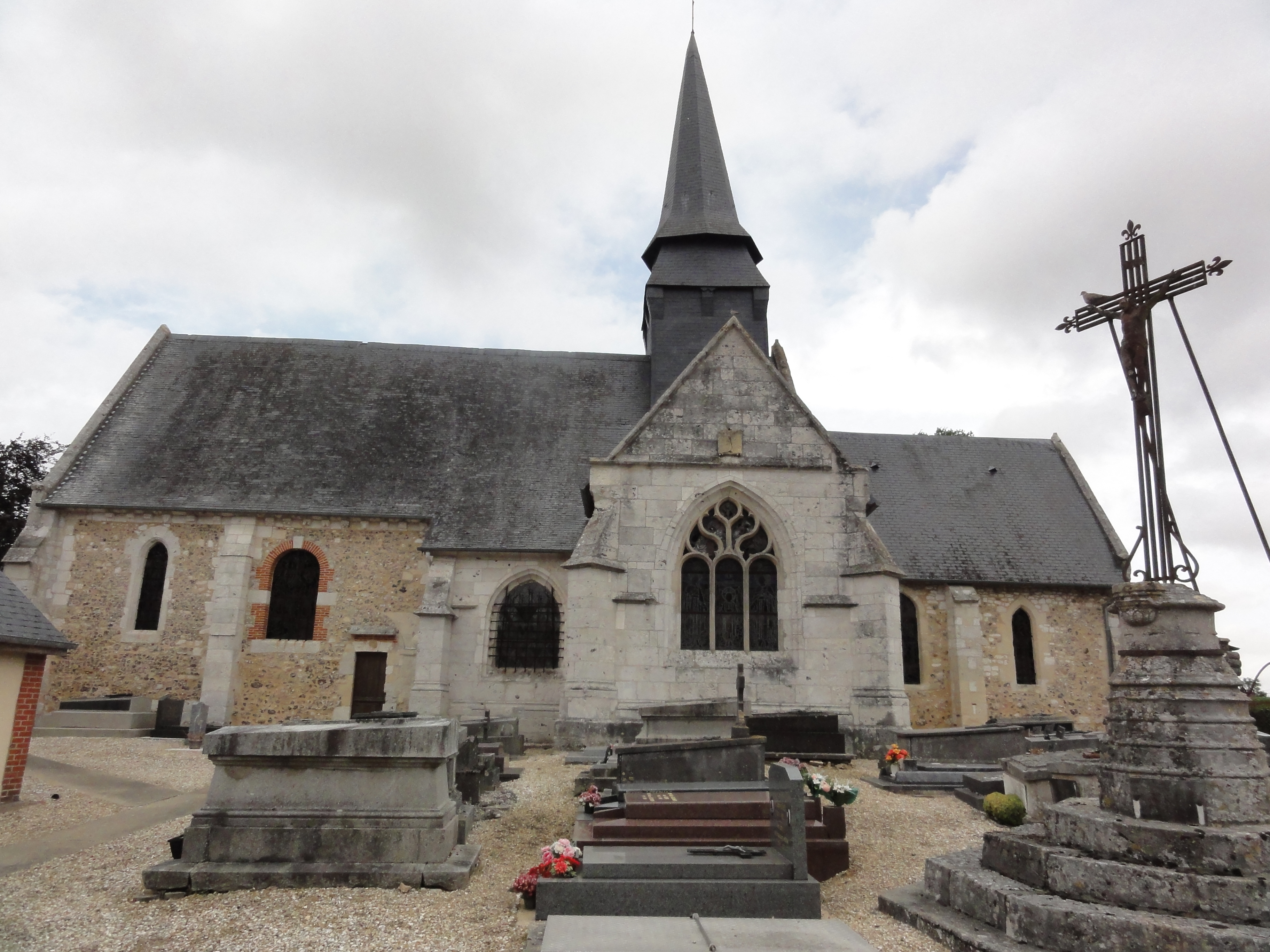
L'église Saint-Benoît.
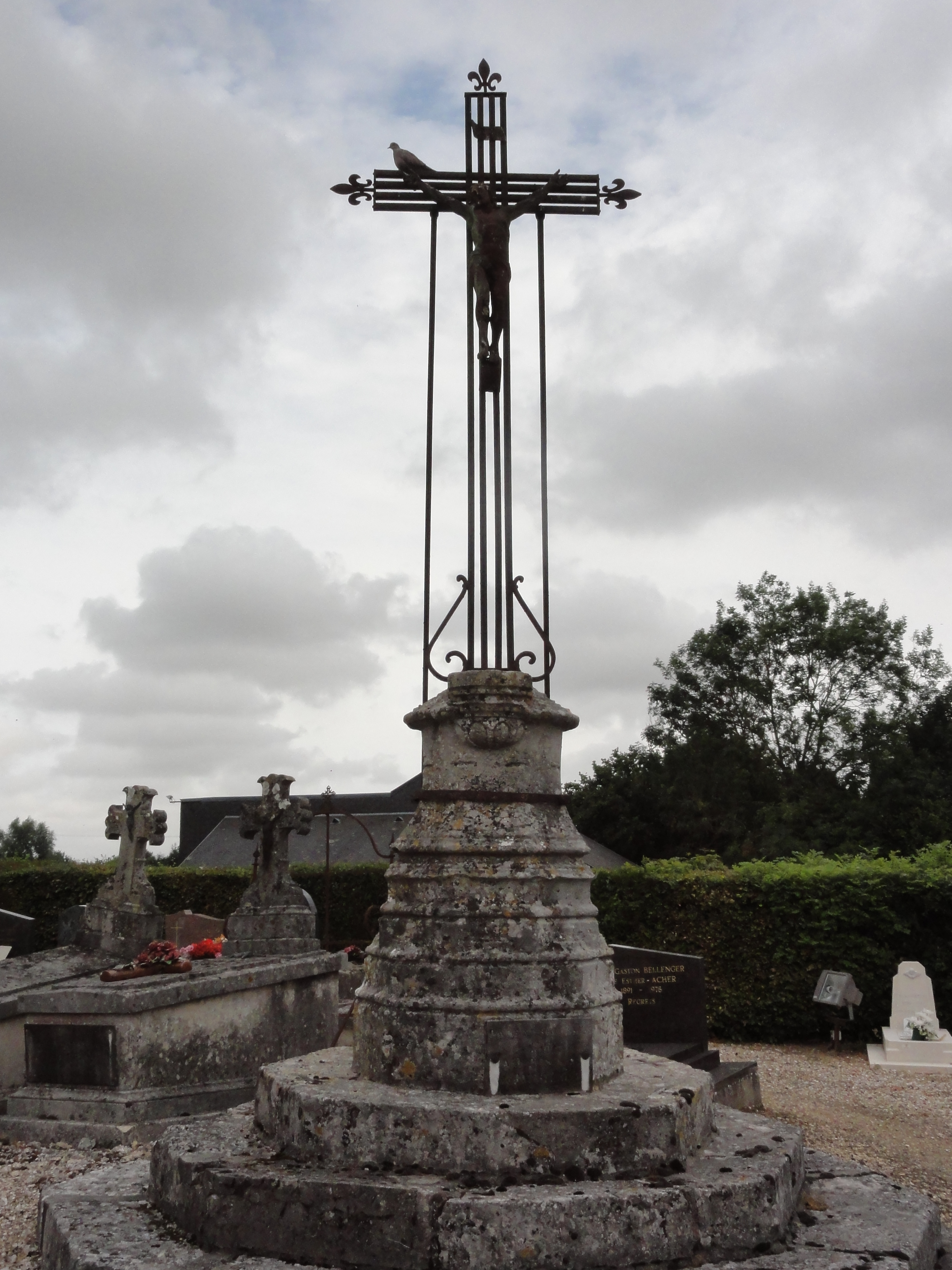
La croix de cimetière.
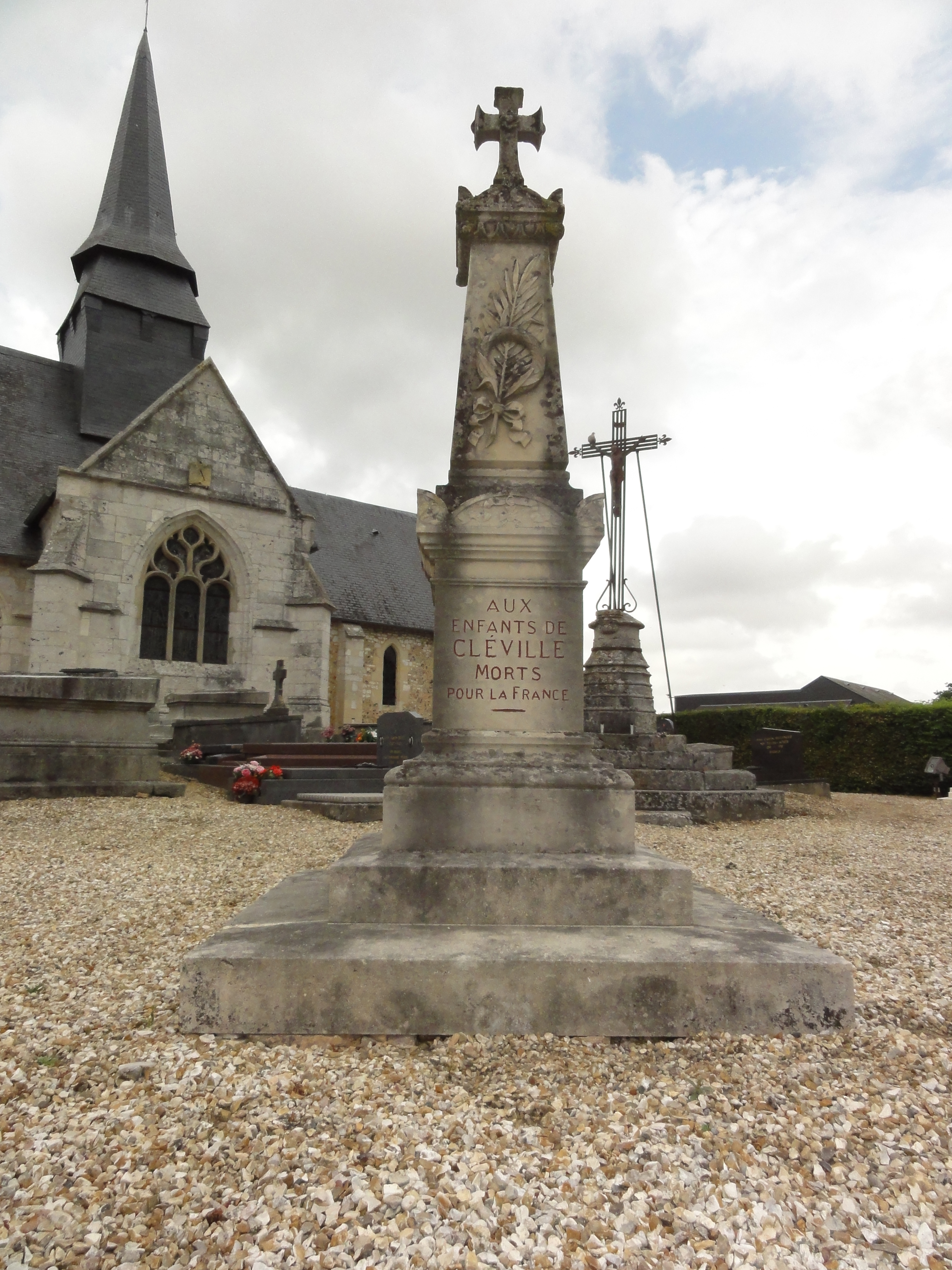
Le monument aux morts.